# Benyagoub Sebbah
Pour les articles homonymes, voir Sebbah.
Benyagoub Sebbah est un footballeur algérien né le 13 mars 1960 à Oran. Il évoluait au poste de Milieu de terrain.

## Biographie
Benyagoub Sebbah évolue pendant 15 saisons avec le club du MC Oran.
Il atteint avec cette équipe la finale de la Coupe des clubs champions africains en 1989. Sebbah se met alors en évidence en inscrivant un but lors du match retour disputé face au Raja de Casablanca.
Il inscrit également un but lors de la finale de la Coupe d'Algérie en 1984 face à la JH Djazaïr. Lors de la Supercoupe d'Algérie 1992 disputée face à la JS Kabylie, il s'illustre négativement en recevant un carton rouge au cours de la seconde mi-temps.
Après avoir raccroché les crampons, il officie comme entraîneur adjoint du MC Oran entre 2003 et 2014.

## Palmarès
- Champion d'Algérie en 1988, 1992 et 1993 avec le MC Oran.
- Vice-champion d'Algérie en 1985, 1987, 1990 et 1995 avec le MC Oran.
- Vainqueur de la Coupe d'Algérie en 1984 et 1985 avec le MC Oran.
- Finaliste de la Supercoupe d'Algérie en 1992 avec le MC Oran.
- Finaliste de la Coupe des clubs champions africains en 1989 avec le MC Oran.